# Социал-христианская партия (Бразилия)
Социал-христианская партия (порт. Partido Social Cristão) — политическая партия Бразилии. Основана в 1990 году. Регистрационный избирательный номер партии Бразилии — «20». Лидер партии — Виктор Носсайс. Партию представляет 1 депутат в Сенате и 17 депутатов в Палате депутатов. Во время президентских выборов 2010 года поддержали члена Партии трудящихся Дилму Русеф.
Придерживаются правоцентристской позиции, являющиеся смесью идей либерального консерватизма, социального консерватизма и христианской демократии.